# Hotel Marigold
Hotel Marigold (ang. The Best Exotic Marigold Hotel) – film fabularny z 2011 w reżyserii Johna Maddena, na podstawie powieści These Foolish Things (2004) Deborah Moggach. Zdjęcia kręcono w Jaipurze i Udajpurze.

## Fabuła
Grupa emerytowanych Anglików wyrusza w podróż do Indii, zachęcona obietnicą wakacji w luksusowym hotelu. Gdy na miejscu okazuje się, że luksusowy hotel jest rozpadającą się ruiną, emeryci postanawiają wziąć sprawy w swoje ręce.

## Obsada
- Judi Dench jako Evelyn
- Bill Nighy jako Douglas
- Penelope Wilton jako Jean
- Maggie Smith jako Muriel
- Tom Wilkinson jako Graham
- Ronald Pickup jako Norman
- Celia Imrie jako Madge
- Dev Patel jako Sonny
- Diana Hardcastle jako Carol
- Ramona Marquez jako wnuczka
- Liza Tarbuck jako Karen, przełożona pielęgniarek
- Lillete Dubey jako pani Kapoor
- Tena Desae jako Sunaina